# Lifted
Lifted ist ein US-amerikanischer Animations-/Kurzfilm aus dem Jahr 2006, der im Kino als Vorfilm vor Ratatouille gezeigt wurde. Regie führte der siebenfache Oscar-Gewinner Gary Rydstrom. Lifted war bei der Oscarverleihung 2007 in der Kategorie Bester animierter Kurzfilm nominiert, erhielt aber keinen Preis.
Am 29. Juni 2007 lief Lifted zusammen mit seinem Hauptfilm in den US-amerikanischen Kinos an. Der Kinostart in Deutschland, Österreich und der Schweiz war der 3. Oktober 2007. Uraufgeführt wurde der Film bereits am 14. Oktober 2006 auf dem Chicago International Film Festival.

## Handlung
Vor den Augen eines strengen Prüfers muss ein noch unerfahrenes Teenager-Alien die tausenden identischen Schalter der Raumschiffkonsole richtig bedienen. Die Testaufgabe besteht darin, einen ahnungslosen, schlafenden Farmer auf dem Planeten Erde mit einem Traktorstrahl zu erfassen und zielgenau aus dem Schlafzimmerfenster in das Raumschiff zu verfrachten. In der erdrückenden Stresssituation begeht das unsichere Alien einen Fehler nach dem anderen: Der Mensch stößt im Rahmen der Test-Entführung unzählige Male gegen die Wand, und schließlich kracht das ganze Raumschiff auf dessen Haus.

## Konzeption
Im Film werden mehrere bekannte Soundeffekte eingesetzt, so z. B. der Wilhelmsschrei, ein Systemklang aus Mac OS X oder ein Effekt aus den Star-Wars-Filmen.